# تپه تولکی دمی
تپه تولکی دمی مربوط به عصر مفرغ - عصر آهن است و در شهرستان میانه، بخش مرکزی، دهستان کله بوز شرقی، ۱ کیلومتری غرب روستای زرنق واقع شده و این اثر در تاریخ ۲۸ اسفند ۱۳۸۵ با شمارهٔ ثبت ۱۸۸۷۸ به‌عنوان یکی از آثار ملی ایران به ثبت رسیده است.